# Taumeln (Fertigungsverfahren)
Taumeln (teilweise auch als Radialnieten bezeichnet) ist ein Kaltumformverfahren, bei dem die Umformkraft nur auf eine Teilfläche des Werkstückes wirkt. Durch eine taumelnde Bewegung des oberen Gesenks an einem rotationssymmetrischen Werkstück lässt sich mit relativ geringem Kraftaufwand eine große Umformung verwirklichen.

## Verfahren
Das Werkstück wird in ein Gesenk eingelegt, das es von unten fixiert. Dieses Gesenk ist auf dem festen Teil einer Taumelpresse eingespannt. Von oben wird mit einem oder mehreren drehenden Gesenken nacheinander das Werkstück kalt umgeformt. Das obere Gesenk ist zu seiner Drehachse um einen bestimmten Winkel schräg gestellt. Dadurch ergibt sich eine Walzbewegung, unter der das Metall des Werkstücks in seine neue Form fließen kann.
Durch Taumeln sind größere Umformungen möglich als durch das Tiefziehen oder einfaches Stauchen.
Taumeln ist verwandt mit dem Drücken. Im Gegensatz dazu sind aber viel komplexere Formen möglich, z. B. können durch Taumeln Zähne oder Rippen fertig ausgeformt werden.

## Anwendungen
Taumeln wird in vielen Bereichen angewendet, z. B.:
- zum Verschluss von
  - Nieten
  - federnden Druckstücken
- zur Herstellung von
  - Zahn- und Kettenrädern
  - Radnaben
  - Verbindungselementen
  - Kugelschreiberspitzen
  - Elektrokomponenten
  - Kupplungsachsen
  - Innensechskantschrauben.